# 1421
Năm 1421 là một năm thường bắt đầu bằng ngày Thứ Tư trong lịch Julius.

## Sinh
- Agnès Sorel, tình nhân của Charles VII của Pháp
- Ponhea Yat, vua Đế quốc Khmer (mất năm 1467)